# Miramar (ort i Argentina)
Miramar är en ort i Argentina.   Den ligger i provinsen Córdoba, i den centrala delen av landet, 600 km nordväst om huvudstaden Buenos Aires. Miramar ligger 78 meter över havet och antalet invånare är 1 979.
Terrängen runt Miramar är mycket platt. Runt Miramar är det glesbefolkat, med 14 invånare per kvadratkilometer.. Närmaste större samhälle är Balnearia, 10,1 km söder om Miramar.
Trakten runt Miramar består till största delen av jordbruksmark.